# 805 Hormuthia
A 805 Hormuthia (ideiglenes jelöléssel 1915 WW) a Naprendszer kisbolygóövében található aszteroida. Max Wolf fedezte fel 1915. április 17-én.